# 瑞沃达早熟禾
瑞沃达早熟禾（学名：Poa reverdattoi）为禾本科早熟禾属下的一个种。